# Antoine Herlem
Antoine Herlem, né le 19 mai 1999, est un nageur français.

## Carrière
Antoine Herlem est sacré champion de France du 200 mètres dos aux Championnats de France d'hiver de natation 2021 à Montpellier.